# БТ (серія танків)

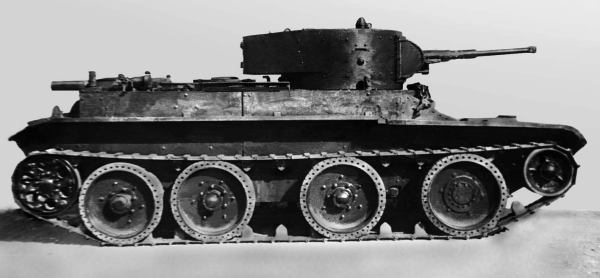
БТ-5 у бічній проєкції

БТ (від рос. «быстроходный танк», дос. «швидкохідний танк») — серія радянських колісно-гусеничних легких танків, що беруть початок від танка M1931 американського винахідника Джона Волтера Крісті, локалізованого фахівцями Харківського паровозного заводу (ХПЗ) 1931 року.
Танки серії БТ стали початком розвитку української (харківської) школи танкобудування, зокрема, завдяки здібностям Опанаса Фірсова.

## Історія
1930 року ХПЗ отримав завдання на створення та постачання швидкісних танкі для РСЧА, який розробили на основі закуплених Управлінням з механізації та моторизації РСЧА (УММ) в американського винахідника Джона Волтера Крісті колісно-гусеничних танків M1931, разом з якими було отримано технічну документацію та дозвіл на виробництво.
Початково проєктом керував приряджений з УММ військовий інженер Микола Тоскін. До кінця 1931 року завод виготовив три дослідні машини БТ-2 на його основі. Конструктори підприємства також спроєктували двигун для цього танка. Після створення танка Тоскіна було відкликано на основне місце роботи, а керівником танкового КБ Т2К із грудня 1931 став Опанас Фірсов, який був талановитим інженером і компетентним керівником. Він здобув освіту у Швейцарії за імперських часів, з 1930 працював на «Російському дизелі» і невдовзі був засуджений за «шкідництво» на 5 років, однак у серпні 1931 покарання було замінено на відрядження до ХПЗ.
Роботи з покращення БТ-2 під керівництвом Фірсова призвели до створення швидкісних танків БТ-5 і БТ-7, а також дослідних зразків на їх основі, в тому числі танки з ракетним і хімічним озброєнням тощо: РБТ-5, БТ-6 та інші. Всього було створено понад 50 типів машин різного призначення. За виконання державного замовлення група конструкторів включно з Кошкіним отримала орден Червоної Зірки 10 березня 1936.
Після зняття та потім розстрілу Фірсова вже під керівництвом продовжувався розвиток серії БТ під керівництвом Михайла Кошкіна. Перед арештом Фірсов встиг увести його в справи розробки. Замість використовуваних до того авіаційних бензинових двигунів на БТ-7 було встановлено дизельний двигун В-2, машина отримала позначення БТ-7М. БТ-7 отримав простішу та надійнішу трансмісію за пропозицією конструкторської групи на чолі з Морозовим, що підвищило авторитет молодого конструктора. Надалі боротьба за конструкцію стала одним із головних принципів роботи КБ. Також було розроблено «артилерійський танк» БТ-7А з 76-мм гарматою, який випускався на заводі в невеликій кількості.
Негативний досвід застосування Т-26 і БТ-5 під час Громадянської війни в Іспанії (1936 рік) показав, що танки потребували протиснарядного бронювання за високих вогневих і маневрових якостей. У жовтні 1937 року завод отримав завдання на створення нового колісно-гусеничного танка Кошкін створив нове КБ-24 для цієї задачі; КБ-190 під керівництвом Миколи Кучеренка продовжило роботу над БТ-7. Менше як за рік КБ-24 створило танк А-20 відповідно до вимог замовника, Автобронетанкового управління РСЧА (АБТУ).
Танк відрізнявся новою формою корпусу з бронелистами, розташованими під кутом, яка стала стандартною в танкобудуванні. Подібні роботи проводили раніше ентузіасти Харківського танкоремонтного заводу №38, які створили на основі БТ-5 танк БТ-ІС під керівництвом Миколи Циганова. ХПЗ отримав від АБТУ технічне завдання з доведення БТ-7 до рівня БТ-ІС (БТ-СВ), але з низки причин ці роботи не було здійснено. Поряд з А-20 також створювався А-32 (Т-32), який мав звичайний гусеничний хід, кращий бронезахист і встановити 76-мм гармату. 1939 року обрали А-32 і його допрацьований варіант Т-34 став основним середнім танком РСЧА, що й завершило серію БТ.

## Перелік танків
Жирним шрифтом виділено серійні зразки.

### Основна серія
- БТ-2
- БТ-4
- БТ-5
  - РБТ-5
- БТ-6
- БТ-7
  - БТ-7А
- БТ-7М (БТ-8)
- БТ-20 (більш відомий як А-20)

### БТ Циганова
- БТ-ІС(інші мови)
- БТ-СВ

### Іноземні варіанти
- BT-42
- BT-43